# Temnothorax michali
Temnothorax michali  (лат.) — вид мелких по размеру муравьёв рода Temnothorax  из подсемейства мирмицины (Formicidae). Эндемик Северной Кореи. Название дано в честь польского мирмеколога Prof. Michal Woyciechowski, собравшего типовую серию.

## Распространение
Восточная Азия, КНДР, провинции Чагандо, Хамгёндо, Канвондо, Пхёнан-Пукто (North Pyongan).

## Описание
Мелкие желтовато-коричневые муравьи (2—3 мм). Голова овально-удлинённая, грудь низкая и длинная, метанотальное вдавление отсутствует, заднегрудь угловатая, с короткими проподеальными шипиками. Грудь и голова сверху с редуцированной скульптурой. Усики 12-члениковые.